# Dianna Agron
Dianna Agron (30. travnja 1986.) američka je glumica i pjevačica. Najpoznatija je po ulozi Quinn Fabray u TV-seriji "Glee".